# Sophie Darel
Pour les articles homonymes, voir Darel et Sophie.
Cet article possède un paronyme, voir Sophie Garel.
Ne doit pas être confondu avec Sophie Daumier.
 (mai 2017).
Si vous disposez d'ouvrages ou d'articles de référence ou si vous connaissez des sites web de qualité traitant du thème abordé ici, merci de compléter l'article en donnant les références utiles à sa vérifiabilité et en les liant à la section « Notes et références ».
Sophie Darel, née le 1er juillet 1944 à Paris, est une présentatrice de télévision, actrice et chanteuse française.

## Biographie
Sophie Darel est formée à l’école de la comédie au Conservatoire de Paris. Parrainée par Les Compagnons de la chanson, elle apparaît pour la première fois à la télévision française dans L'École des vedettes en 1957 où, interviewée par Aimée Mortimer, Sophie Darel déclare être âgée de 17 ans et interprète "Tante Amélie" de Billy Nencioli. Elle débute sur scène dans les cabarets rive gauche, où elle chante des textes de Desnos, Aragon, Prévert, entre autres. C’est là que Jacques Brel la remarque et décide de la faire passer en première partie de son spectacle à Bobino, avant de l'emmener en tournée avec lui. 
Elle apparaît également dans Le Petit Conservatoire de la chanson de Mireille en juin 1960. où elle y interprète la chanson Le Bouquet Blanc.
En 1971, le hasard lui fait rencontrer l’homme de télévision le plus populaire de France à cette époque, Guy Lux, qui, séduit par son sens de l’improvisation et sa spontanéité, lui propose d’être à ses côtés pour présenter sa prochaine émission : Cadet Rousselle. Elle a présenté de nombreuses émissions avec Guy Lux.
Les rendez-vous hebdomadaires de Sophie et Guy Lux durent une dizaine d’années au cours desquelles elle se représente plusieurs fois à  l’Olympia : comme présentatrice et chanteuse avec Les Compagnons de la chanson, Françoise Hardy, Stone et Charden, Michel Jonasz, puis dans un genre à l’époque totalement nouveau pour une femme : les imitations (elle fut, entre autres, la partenaire de Thierry Le Luron).
En 1995, elle sort l'album C'était les Années Bleues où elle a repris 30 chansons des années 1930 aux années 1950.
Sophie Darel est aussi imitatrice, notamment de Mireille Mathieu, Véronique Sanson, Zaz et bien d'autres..., elle participe notamment à la Tournée du rire, show animé par Jean-Marie Bigard le 21 mars 2012 à Montpellier.
Elle apparaît aussi dans Scènes de ménages sur M6 aux côtés de Marion Game et Gérard Hernandez, alias Huguette et Raymond.
Elle est aussi auteur de plusieurs livres, son dernier s'appelle Moi vieillir...plutôt crever sorti en octobre 2016.
En 2020, elle est au théâtre dans la pièce Les 3 Glorieuses, avec Danièle Gilbert et Evelyne Leclercq, pièce de Bruno Druart et Patrick Angonin, mise en scène de Jean-Philippe Azema.

### Vie privée
Sophie Darel a eu une relation avec Mike Brant. Elle a été mariée avec le journaliste et présentateur Bernard Golay et est en couple à partir de 1981 avec l'écrivain Jack Anaclet,.
Elle a souffert à trois reprises d'un cancer du sein durant plusieurs années jusqu'en 1994.